# Tatjana Smolnikar
Tatjana Smolnikar (* 2. Dezember 1962 in Ljubljana) ist eine ehemalige jugoslawische Skilangläuferin.
Smolnikar, die für den SK Kamnik startete, belegte bei den Olympischen Winterspielen 1984 in Sarajevo den 45. Platz über 5 km, den 44. Rang über 10 km und zusammen mit Jana Mlakar, Andreja Smrekar und Metka Munih den zehnten Platz in der Staffel.